# Victoria (Texas)
Victoria è una città della contea di Victoria, di cui ne è anche il capoluogo, nello Stato del Texas, negli Stati Uniti. Secondo il censimento del 2020, possedeva una popolazione di 65 534 abitanti. È anche il capoluogo dell'area metropolitana di Victoria, che al censimento del 2000 contava 111 663 abitanti.

## Geografia fisica
Secondo l'Ufficio del censimento degli Stati Uniti, ha una superficie totale di 35,63 mi² (92,28 km²).
Victoria è situata a 30 miglia dall'entroterra del golfo del Messico. Inoltre, dista due ore di macchina da alcune principali città texane come Corpus Christi, Houston, San Antonio e Austin.

## Origini del nome
Victoria è chiamata così in onore del generale Guadalupe Victoria, il primo presidente del Messico indipendente.

## Storia
La città di Guadalupe Victoria è stata fondata nel 1824 da Martín De León, un empresario messicano, in onore di Guadalupe Victoria, il primo presidente del Messico indipendente. Inizialmente il territorio di Victoria faceva parte della colonia di De León, creata nello stesso anno. Nel 1834 la città aveva una popolazione di circa 300 abitanti.
Durante la rivoluzione texana, Guadalupe Victoria fornì aiuto in armi e morale ai propri soldati. In seguito, dopo aver sconfitto James Fannin nella battaglia di Coleto, la città è stata occupata dalle truppe messicane. A seguito della sconfitta di Santa Anna nella battaglia di San Jacinto, gli angloamericani cacciarono dalla città gli abitanti messicani, rinominandola in Victoria.
Nel 1840, i Comanche assaltarono la vicina località di Linnville, uccidendo una gran parte degli abitanti della città. Nel 1846 scoppiò un'epidemia di colera.
Intorno alla metà del XIX secolo, la maggior parte della città era composta da immigrati europei, principalmente tedeschi. Poco prima dell'inizio del XX secolo, la popolazione di Victoria aumentò di molto, grazie alla sua posizione geografica che le permise di diventare un importante centro regionale di vendite. Ciò era dovuto al fatto di trovarsi vicino alla costa del golfo ed anche alla vicinanza di città importanti come San Antonio, Austin e Corpus Christi, oltreché allo sviluppo dell'agricoltura e dell'industria petrolchimica.

## Monumenti e luoghi d'interesse
È sede della diocesi di Victoria.

## Società

### Evoluzione demografica
Secondo il censimento del 2020, la popolazione era di 65 534 abitanti. Al precedente censimento, quello del 2010, la popolazione era di 62 592 abitanti.

### Etnie e minoranze straniere
Secondo il censimento del 2020, la composizione etnica della città era formata dal 36,55% di bianchi, il 7,1% di afroamericani, lo 0,24% di nativi americani, il 2,04% di asiatici, lo 0,04% di oceaniani, lo 0,25% di altre etnie e l'1,99% di due o più etnie. Ispanici o latinos di qualunque etnia erano il 51,79% della popolazione.

## Cultura
L'istruzione nella città di Victoria è fornita dal Victoria Independent School District. L'Università di Houston-Victoria, fondata nel 1971, ha sede in città.